# Alec Jeffreys
Alec John Jeffreys, FRS (Oxford, 9 de janeiro de 1950) é um geneticista britânico.
Desenvolveu técnicas de impressão de ADN e perfil de ADN usadas em todo o mundo em ciência forense para ajudar o trabalho policial e também para resolver casos de paternidade ou relacionados com imigração. É professor de genética na Universidade de Leicester.
Foi eleito Membro da Royal Society em 1986.